# Polimorfismo (chimica)
In chimica, il termine polimorfismo indica la possibilità che uno stesso composto si presenti in forme cristalline diverse.
Questo comportamento si può presentare tanto in sostanze semplici (cioè sostanze formate da atomi dello stesso elemento chimico e più preciso è il termine allotropia), quanto nei composti (cioè sostanze formate da atomi di diversi elementi chimici).
Le diverse modificazioni polimorfiche hanno proprietà fisiche (sfaldatura, durezza, peso specifico, punto di fusione) differenti; hanno invece uguale comportamento chimico, e pertanto, mediante l'analisi chimica è possibile accertare che si tratti della stessa sostanza.

## Tipologia di polimorfismi
Vi sono 3 forme di polimorfismo: 
- Polimorfismo ricostruttivo: necessita molta energia poiché determina una completa riorganizzazione della struttura cristallina ed una evidente rottura dei legami presenti nel reticolo.
- Polimorfismo distorsivo: è una riorganizzazione strutturale meno drastica che non implica la rottura dei legami, indi necessita minor dispendio energetico; avviene istantaneamente ed è facilmente reversibile.
- Polimorfismo ordine-disordine: frequente nelle leghe metalliche si presenta anche in alcuni minerali quali i feldspati.

## Esempi
Esempi in natura sono dati da:
- zolfo: può presentarsi in cristalli rombici o in cristalli aghiformi monoclini;
- carbonio: può presentarsi sotto varie forme polimorfe, tra cui la grafite (avente struttura cristallina esagonale) e il diamante (avente struttura cristallina cubica);
- carbonato di calcio: può presentarsi sotto forma di aragonite (struttura rombica) e di calcite (struttura trigonale).
- silice: può presentarsi sotto forma di quarzo α trigonale, quarzo β esagonale, tridimite esagonale e cristobalite cubica.

## Cause del polimorfismo
Il polimorfismo è dovuto a diversa disposizione spaziale degli atomi della sostanza nel reticolo cristallino, determinata dalla pressione e dalla temperatura. Il passaggio da una forma cristallina ad un'altra avviene ad una temperatura ben determinata, detta temperatura di trasformazione, al di sopra della quale è stabile una delle forme, al di sotto l'altra.
Ad esempio esistono diverse forme polimorfe del ferro, che vengono convertite l'una nell'altra attraverso i processi di tempra e ricottura.
Attualmente si riconoscono tre meccanismi principali per cui una forma polimorfa di una sostanza può trasformarsi in un'altra. Queste modalità prendono il nome di: polimorfismo ricostruttivo, polimorfismo distorsivo e polimorfismo ordine-disordine.
Un meccanismo secondario di polimorfismo della struttura cristallina di un minerale è il politipismo.